# František Xaver Pokorný

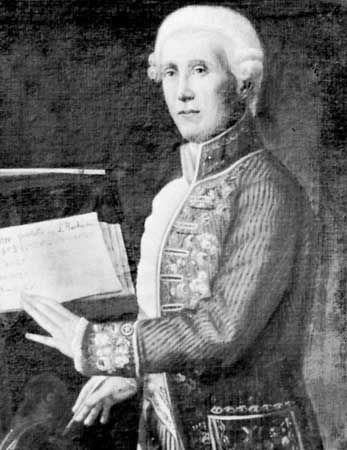
František Xaver Pokorný

František oder Franz Xaver Thomas Pokorný (* 20. Dezember 1729 in Königstadtl (Mittelböhmen); † 2. Juli 1794 in Regensburg) war ein böhmischer Violinist und Komponist.

## Leben
Der Sohn des Nikolaus Pokorný, civis et consularis (Bürger und Ratsmitglied) in Königstadtl, wurde auf den Namen „Franciscus Thomas“ getauft, nannte sich aber selbst stets Franz oder Franz Xaver.
Pokorný bekam zunächst Tonsatzunterricht bei Joseph Riepel in Regensburg. Noch vor 1750 wurde er als Violinist in die Hofkapelle des Grafen Philipp Karl von Oettingen-Wallerstein aufgenommen. Gegen Ende 1753 erhielt er Urlaub, um sich in Mannheim im Tonsatz zu vervollkommnen. Dort war er Schüler von Johann Stamitz, Franz Xaver Richter und Ignaz Holzbauer.
Nach Graf Philipp Karls Tod (14. April 1766) erwirkte Pokorný für sich die Erlaubnis, den Wallersteiner Hof „auf 3. bis 4. Jahr“ verlassen zu dürfen. Ab dieser Zeit war Pokorný vornehmlich am Thurn und Taxis’schen Hof in Regensburg und Dischingen tätig, kehrte aber auch immer wieder nach Wallerstein zurück, wo er Frau und Kinder zurückgelassen hatte. Um die Jahreswende 1769/70 trat er endgültig in die Regensburger Hofkapelle ein, 1787 erscheint er in einer Gehaltsliste als „Violinist Direktor oder II. Violinist“.
Pokorný komponierte unter anderem über 145 Sinfonien, sowie 61 Konzerte für Bläser und Clavicembalo, wobei seine Urheberschaft dieser Werke teilweise noch nicht eindeutig geklärt ist.
Die von Felix Joseph von Lipowsky stammende Behauptung, jene „Mlle. Pokorny“, die am 24. Dezember 1779 in einem Concert spirituel in Paris ein Hornkonzert von Giovanni Punto spielte, sei eine Tochter Franz Xaver Pokornýs gewesen, ist durch weitere Quellen nicht belegt.

## Werke (Auswahl)
- Concerto Nr. 2 in B-dur für Klarinette
- Concerto in Es-dur für Klarinette
- Concerto C-Dur für zwei Orgeln
- Concerto für Orgel und Kammerorchester
- Concerto in Es für zwei Hörner und Orchester
- Concerto in F für zwei Hörner und Orchester
- Concerto in D-Dur für Flöte und Orchester
- Concerto per Corno seconda für Horn und Orchester